# Vaso Pelagić
Vasilije "Vaso" Pelagić (en serbe cyrillique : Васо Пелагић ; né en 1838 à Gornji Žabar et mort le 25 janvier 1899 à Požarevac) fut un représentant du socialisme utopique du XIXe siècle en Serbie. Il fut en même temps éducateur et médecin.
Vasilije "Vaso" Pelagić est également connu sous le nom de « Vasa Pelagić ».

## Biographie
Après ses études secondaires, Vaso Pelagić s'inscrivit au séminaire orthodoxe de Belgrade en 1857. Il enseigna ensuite à l'école élémentaire serbe de Brčko, où il fut l'un des premiers à fonder une école de lecture serbe en Bosnie. Il se rendit ensuite en Russie, où il suivit des conférences sur les liens entre la politique et la médecine et sur l'histoire de la médecine.

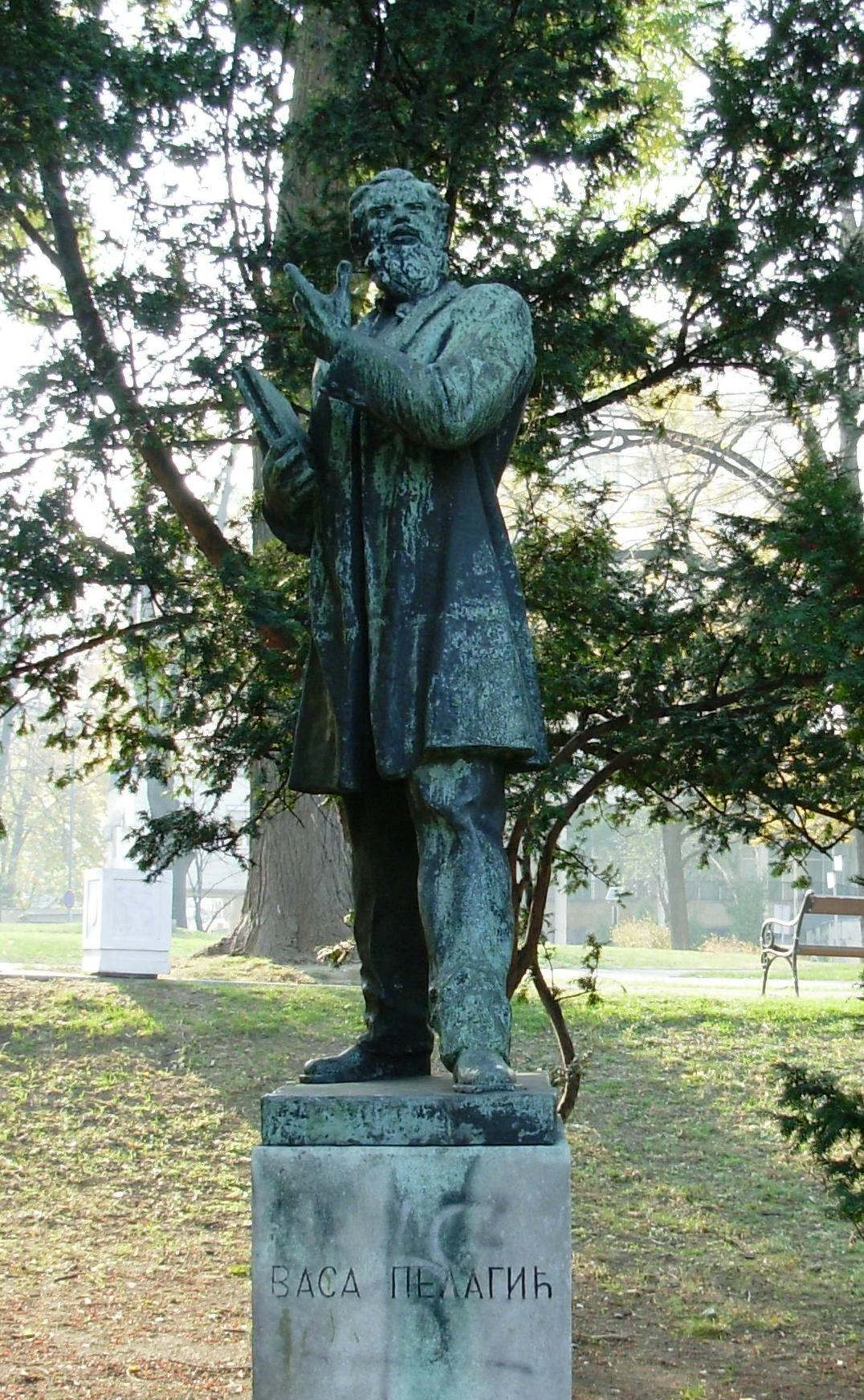
Le monument de Vaso Pelagić, à Belgrade

Après deux années de séjour en Russie, à son retour, il s'installa à Banja Luka et devint directeur du Séminaire orthodoxe serbe qui abritait alors la première école secondaire de Bosnie. En 1867, pour les besoins de l'école, il fit imprimer à Belgrade un ouvrage intitulé Rukovođa za srpsko-bosanske, hercegovačke, starosrbijanske i makedonske učitelje (Manuel pour les enseignants de la Bosnie serbe, de l'Herzégovine, de la vieille Serbie et de la Macédoine). Il fut élevé au rang d'archimandrite pour protéger le Séminaire orthodoxe des représentants des « trois religions » hostiles à son programme libéral d'éducation.
En 1869, Vaso Pelagić fut exilé en Anatolie pour avoir critiqué le régime turc en Bosnie. Avec l'appui de la Russie auprès de la Sublime Porte, il rejoignit la Serbie en 1871. Il participa alors aux travaux de la Jeunesse unie de Serbie (en serbe : Ujedinjena omladija srpska) et présida son assemblée à Vršac. Il se rendit ensuite à Cetinje et participa au mouvent du Groupe de libération des terres serbes. En 1872, en conflit avec le prince Nicolas du Monténégro, il se réfugia à Novi Sad et, en 1873, il séjourna à Graz, à Prague, à Trieste et à Zurich et renonça à toute fonction religieuse.
En 1875, Vaso Pelagić participa au soulèvement de la Bosnie contre les Turcs et écrivit notamment Program ustaških prava. Dans les années 1880, il s'installa en Serbie mais, en raison de ses idées socialistes, il fut expulsé plusieurs fois en Roumanie et en Bulgarie. En 1888, il collabora au journal Srpski zanatlija (Artisans serbes). En 1892, à Vranje, il participa à l'assemblée de l'Union des artisans, qui cherchait à établir un parti socialiste en Serbie. Il publia de nombreuses brochures et des livres sur le socialisme. En raison de ses idées et de son attitude, il fut publiquement « défroqué ». Interné dans un hôpital psychiatrique, il fut ensuite mis en prison où il mourut le 25 janvier 1899.
Après sa mort ses idées et ses livres furent diffusés en Serbie, en Croatie, en Bosnie-Herzégovine, au Monténégro et en Bulgarie.

## Œuvres et travaux
- Istorije Bosansko-hercegovačke bune,
- Stvarnog narodnog učitelja (djela koja su doživjela mnoga izdanja), napisao je djela iz domena socijalizma:
- Odgovor na četiri društvena pitanja,
- Socijalizam i osnovni preporođaj društva,
- Spas Srbije i srpstva,
- Blagodatnik,
- Nauka i radni narod...
- Nova nauka o javnoj nastavi,
- Preobražaj škole i nastave...
- Umovanje zdravog razuma,
- Poslanica Bogu,
- Koliko nas košta Bog i gospodar ?

## Hommages
En 1969, Gornji Žabar, la ville natale de Vaso Pelagić, en Bosnie-Herzégovine et dans la république serbe de Bosnie a pris le nom de « Pelagićevo » ; l'école élémentaire de la ville lui est également dédicacée. Une autre école, à Kotež, dans la banlieue de Belgrade, porte son nom.
En 1952, un monument a été érigé en son honneur dans la capitale serbe, dans la municipalité de Savski venac ; il représente Vaso Pelagić en pied, tenant un livre sous son bras gauche. Cette œuvre, réalisée par le sculpteur Miodrag Popović, est aujourd'hui inscrite sur la liste des biens culturels de la Ville de Belgrade. Deux rues de Belgrade portent actuellement son nom, l'une à Zemun, l'autre à Savski venac ; on en trouve d'autres à Pančevo, Smederevo, Sremski Karlovci, Zrenjanin, Novi Sad ou Požarevac.